# Ėl'brusskij rajon
L'Ėl'brusskij rajon (in russo Эльбрусский район?) è un municipal'nyj rajon della Repubblica autonoma della Cabardino-Balcaria, in Russia. Istituito nel 1935, occupa una superficie di 1856 chilometri quadrati, ha come capoluogo Tyrnyauz e ospita una popolazione di circa 35.000 abitanti.